# Pygolabis gascoyne
Pygolabis gascoyne är en kräftdjursart som beskrevs av Keable och Wilson 2006. Pygolabis gascoyne ingår i släktet Pygolabis och familjen Tainisopidae. Inga underarter finns listade i Catalogue of Life.